# Tanita subcylindrica
Tanita subcylindrica är en insektsart som först beskrevs av Bolívar, I. 1882.  Tanita subcylindrica ingår i släktet Tanita och familjen Pyrgomorphidae.

## Underarter
Arten delas in i följande underarter:
- T. s. subcylindrica
- T. s. orientalis